# Provincia Veneția

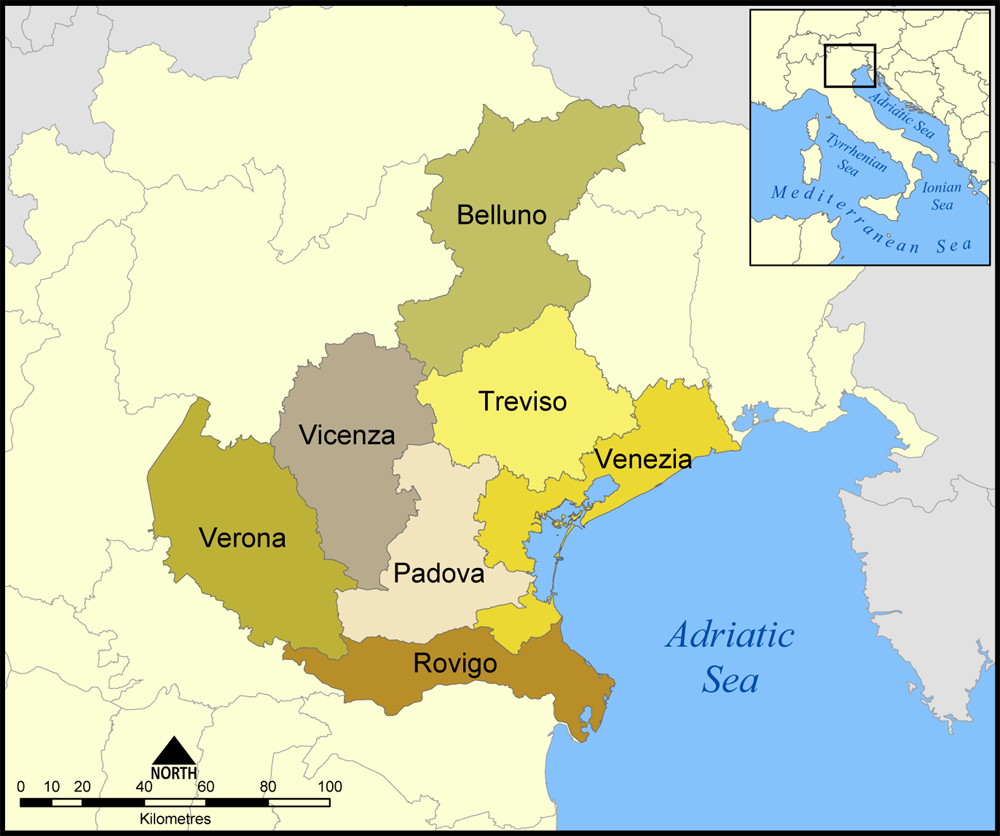
Provincia Veneția în regiunea Veneto

Provincia Veneția (în italiană Provincia di Venezia) a fost o provincie din regiunea Veneto, Italia, care a existat până în 2015, când a fost înlocuită de Orașul metropolitan Veneția⁠(en)[traduceți].
Are o suprafață de 2,462 km² și o populație de 857.841 de locuitori (la 31 decembrie 2013). Capitala este Veneția.

## Geografie
Este situată în Câmpia Padului si se intinde de-a lungul coastei Mării Adriatice de la vest la sud. Zona este străbătută de multe râuri, cum ar fi Piave și Sile. Stațiunile de pe coasta sunt Jesolo, Bibione și Caorle.
La est se învecina cu provincia Udine, în partea de nord cu provincia Treviso și provincia Pordenone, în partea de vest cu provincia Padova, iar în partea de sud provincia Rovigo.